# Schetissu-Sunkar Taldyqorghan
Der Klub Schetissu-Sunkar Taldyqorghan (kasachisch: Жетысу-Сұңқар Талдықорған, russisch: Футбольный клуб Сункар Каскелен / Жетысу-Сункар) war ein kasachischer Fußballverein aus der Stadt Taldyqorghan. Bis zum Ende der Saison 2013 spielte der Klub unter dem Namen Sunkar und war in Kaskelen beheimatet.

## Geschichte
Der Verein wurde im Jahre 2004 als Karasai Sarbasdary gegründet und spielte in der zweithöchsten kasachischen Liga. Nach der Umbenennung im Jahre 2009 gewann das Team 2011 die Meisterschaft in der zweithöchsten Liga und stieg in die Premjer-Liga auf, musste jedoch am Saisonende wieder absteigen. Im Januar 2014 wurde der Umzug des Teams nach Taldykorgan und die Umbenennung in Schetissu-Sunkar beschlossen. Zum Ende der Saison wurde der Verein aufgelöst.

## Stadion
Nach dem Umzug nach Taldyqorghan trug der Verein seine Heimspiele im 5.500 Zuschauer fassenden Schetissu-Stadion aus.

## Erfolge
- Meister der Ersten Liga: 2011

## Bekannte ehemalige Spieler
- Älibek Böleschew (2011–2012)
- Farchadbek Irismetow (2012)
- Asat Nurgalijew (2012)
- Nikola Tonev (2012)